# Berndorfer Metallwarenfabrik

Die Berndorfer Metallwarenfabrik vor 1898

Die Berndorfer Metallwarenfabrik war ein Unternehmen in Berndorf in Niederösterreich, das in historischer Verbindung zur deutschen Unternehmerfamilie Krupp steht. Nicht zu verwechseln ist das ehemalige Unternehmen mit der heutigen Berndorf AG, in der später Teile des ehemaligen Unternehmens aufgingen.

## Geschichte

Arthur Krupp jr., 1891–1913 Alleininhaber des Unternehmens

Firmenlogo

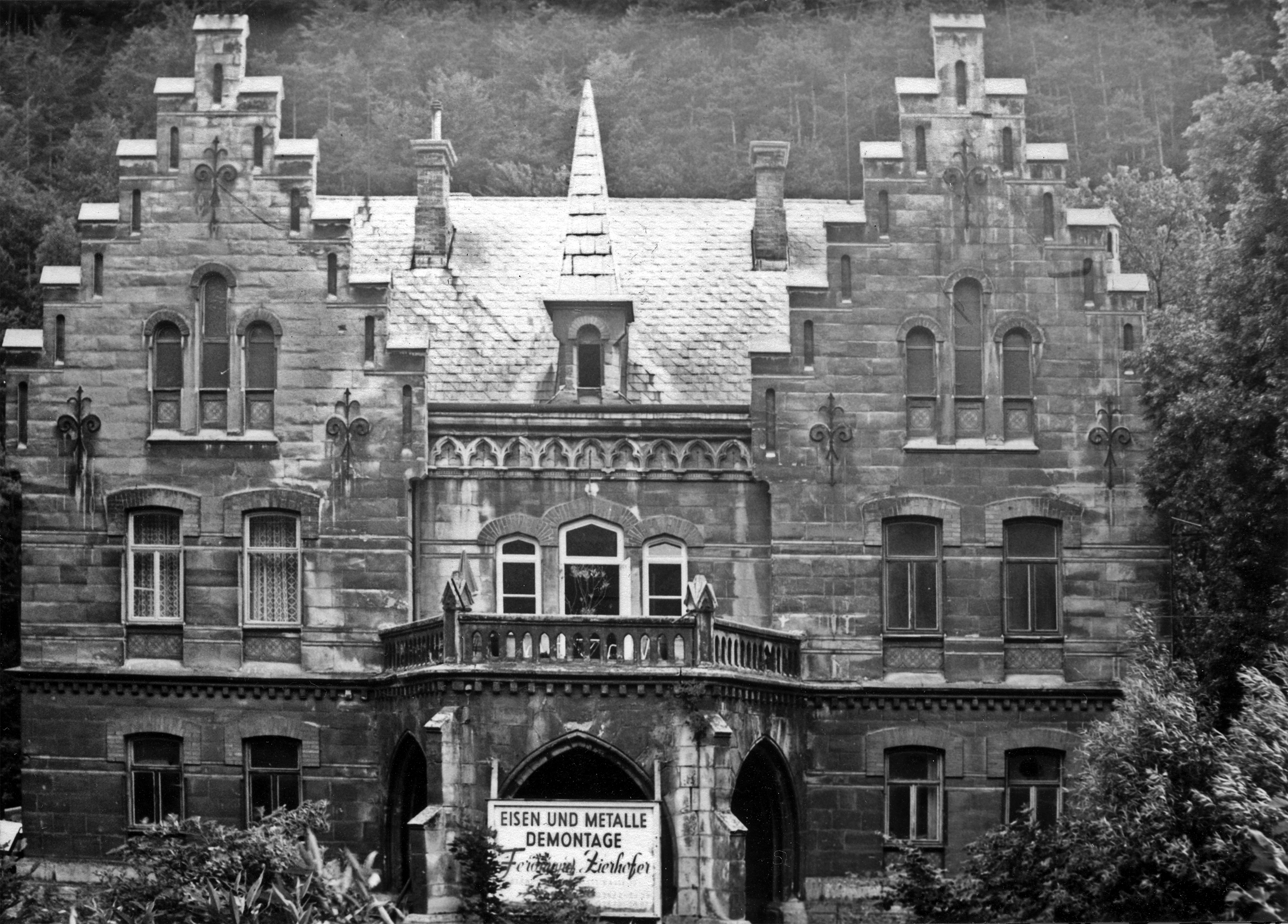
Villa Klostermann (erbaut 1886), Alleegasse 8, ehemaliges Direktionsgebäude der Berndorfer Metallwarenfabrik, gesehen um 1979 von jenseits der Triesting

Die Berndorfer Metallwarenfabrik wurde von den beiden Unternehmern Alexander Schoeller und Alfred Krupp im Jahr 1843 gegründet: Am 3. Juni des Jahres erwarb Schoeller von Maria Wimmer, Hammerwerksbesitzerin in Berndorf, für 1.900 Gulden drei Tagwerk Wiesen im Gfang zwischen dem Frehnerwalde und der Juliana Wagenhofer und die Mühlwiese ½ Tagwerk. Im September 1843 bewilligte das Kreisamt Wiener Neustadt der Firma die Nutzung des freien Wassergefälles zwischen dem Wimmer’schen Hammer zu Unter-Berndorf und der Cornides’schen Metallwarenfabrik zu St. Veit an der Triesting, außerdem die Errichtung der notwendigen Wasser- und Hochbauten. Die Unternehmer trieben ihr Projekt zügig voran. Schon am 16. September 1843 legten sie den Grundstein zur Fabrik, und bereits am 16. November, also nach zwei Monaten Bauzeit, konnte der Dachstuhl auf das erste Fabriksgebäude Nr. 45 in Unter-Berndorf aufgesetzt werden. Diese Anlage diente zunächst als Gusshaus, später als Kunst-Bronzeformerei, zuletzt als Büroräume der Werksdirektion. Am Ende des Jahres 1844 waren die beiden geplanten Bauten fertiggestellt und mit den rationell arbeitenden Löffelwalzen und Blechwalzmaschinen ausgestattet. Alfreds Bruder Hermann Krupp, der inzwischen in Paris einschlägige Werksanlagen studiert und sich auf seine künftige Aufgabe vorbereitet hatte, übernahm die technische Leitung der Berndorfer Fabrik, da Alfred in Essen unentbehrlich und ihr jüngerer Bruder Friedrich noch zu jung war. Am Jahresanfang 1845 begann die Produktion mit 50 Arbeitern.
Das neue Unternehmen wurde als k.k. privilegierten Metallwarenfabrik geführt. Krupp fungierte vorerst nur als stiller Teilhaber. Das Unternehmen fertigte fortan aus Pakfong industriell günstiges Tafelbesteck. Mithilfe einer Stahlguss-Löffelwalze, die bei Krupp entwickelt wurde, wurden preisgünstig Löffel und Gabeln in großen Stückzahlen hergestellt. Eine Besonderheit unter den Unternehmensprodukten war das so genannte Alpakka-Silber, da es große Haltbarkeit aufwies. Hermann Krupp wurde 1844 als technischer Leiter in das Unternehmen berufen, da die Gewinnentwicklung hinter den Erwartungen zurückblieb: Das Unternehmen benötigte zehn Jahre, bis es schwarze Zahlen schrieb. Hermann Krupp blieb bis an sein Lebensende in Berndorf.

Werbung aus dem Jahre 1906/07

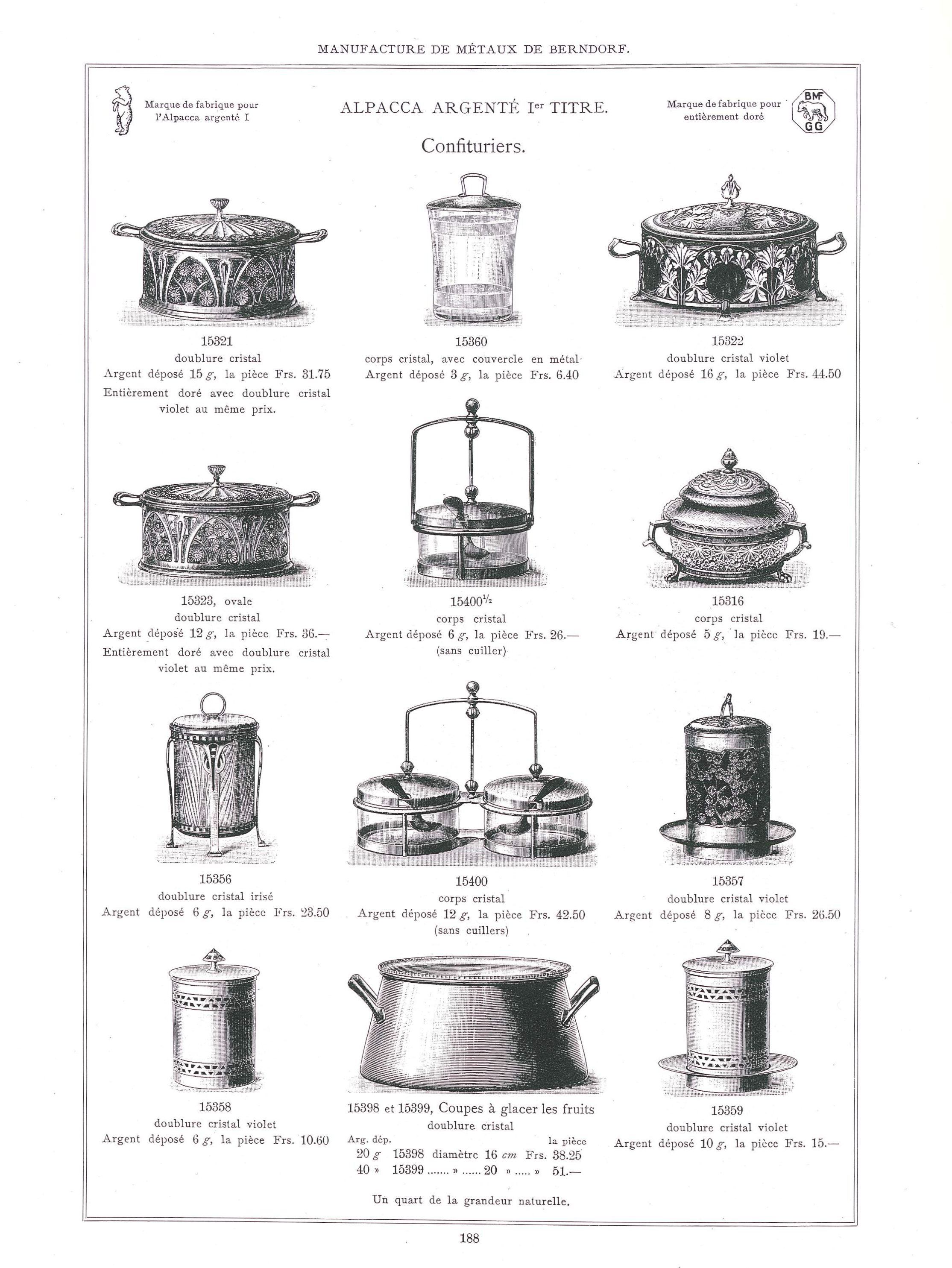
Seite 188 aus dem Bestellkatalog von 1912, mit Beispielen von Konfitürebehältern

Die Leobersdorfer Bahn ermöglichte ab 1877 die kostengünstige Belieferung der Fabrik mit Rohstoffen und den Bahntransport der hier gefertigten Produkte in alle Teile Österreich-Ungarns. Es wurde daher noch selben Jahres für eine von der Station Triestinghof (ab 1898: Berndorf Fabrik) ins Werk führende Flügelbahn eine Brücke über die Triesting errichtet. Zur Feuerung der Öfen bezog man Braunkohle, die jenseits des Guglzipf im nahe gelegenen Veitsau (heute: Berndorf IV) von 1838 bis 1959 abgebaut wurde. Trasse und Fundamente einer ab 1898 dem Kohletransport dienenden Drahtseilbahn sind heute noch erkennbar.
Hermann Krupp starb im Jahr 1879. Sein Sohn Arthur Krupp übernahm zunächst ein Drittel des Unternehmens, das bereits auf 1.000 Mitarbeiter angewachsen war. 1891 erwarb er die beiden anderen Drittel, die die Neffen Gustav Adolph von Schoeller und Sir Paul Eduard von Schoeller von ihrem Onkel Alexander von Schoeller zu je einem Drittel übertragen bekommen hatten. Täglich wurden nun 1.400 Dutzend Essbestecke hergestellt. Die im Unternehmen gefertigten Tafelbestecke waren zwar hochwertige Massenware für eine breite Käuferschicht, doch auch das Kaiserhaus zählte zu den Kunden. So stattete Kaiserin Elisabeth das Achilleion auf Korfu sowie die kaiserliche Yacht Miramar mit Tafelbesteck aus Berndorf aus. Das Service ist heute in der Silberkammer der Wiener Hofburg aufbewahrt. Weitere Abnehmer waren vor allem Hotel-, Eisenbahn- und Schifffahrtsbetriebe. Der Bär, das Wappentier von Berndorf, wurde ab 1890 gemeinsam mit dem Namen Berndorf im Markenzeichen verwendet.
Unter Arthur Krupp wuchs das Unternehmen weiter, ein Filialbetrieb wurde in Traisen gegründet. 1898 stiftete das Unternehmen das Stadttheater Berndorf. Um die Jahrhundertwende wurden auch tschechische Arbeiter eingestellt, die sich in Berndorf niederließen. Die Anzahl der Arbeiter stieg auf ca. 4.000 Mitarbeiter an; das Muster- und Preisbuch des Unternehmens aus dem Jahr 1893 listet 305 verschiedene Produkte auf. Die Produktentwicklung stand unter der künstlerischen Leitung des Architekten Ludwig Baumann. Als Verarbeitungsmaterial kamen im Laufe der Zeit auch Bronze und Nickel hinzu.
Aus den Gewinnen des Unternehmens wurden viele soziale Einrichtungen in Berndorf gestiftet, wie Wohnhäuser oder die heute noch berühmten Berndorfer Schulen. So sozial sich das Unternehmen gegenüber der Arbeiterschaft verhielt, wurde es von Sozialisten doch auch mit Argwohn beobachtet, zumal es keine roten, sondern nur gelbe Betriebsräte, die dem Unternehmen genehm waren, zuließ.
1897 reichte Arthur Krupp sein Gesuch um den k.u.k. Hoflieferantentitel ein, den er auch im gleichen Jahr erhielt. Krupp kaufte immer mehr verarbeitende Betriebe in Wien auf. Berndorfer stellte nun nicht mehr nur Besteck und Services her, sondern, nachdem Krupp 1896 ein Wiener Gußhaus erwarb, auch Denkmäler, wie das im Jahr 1900 gefertigte Goethedenkmal in Wien.

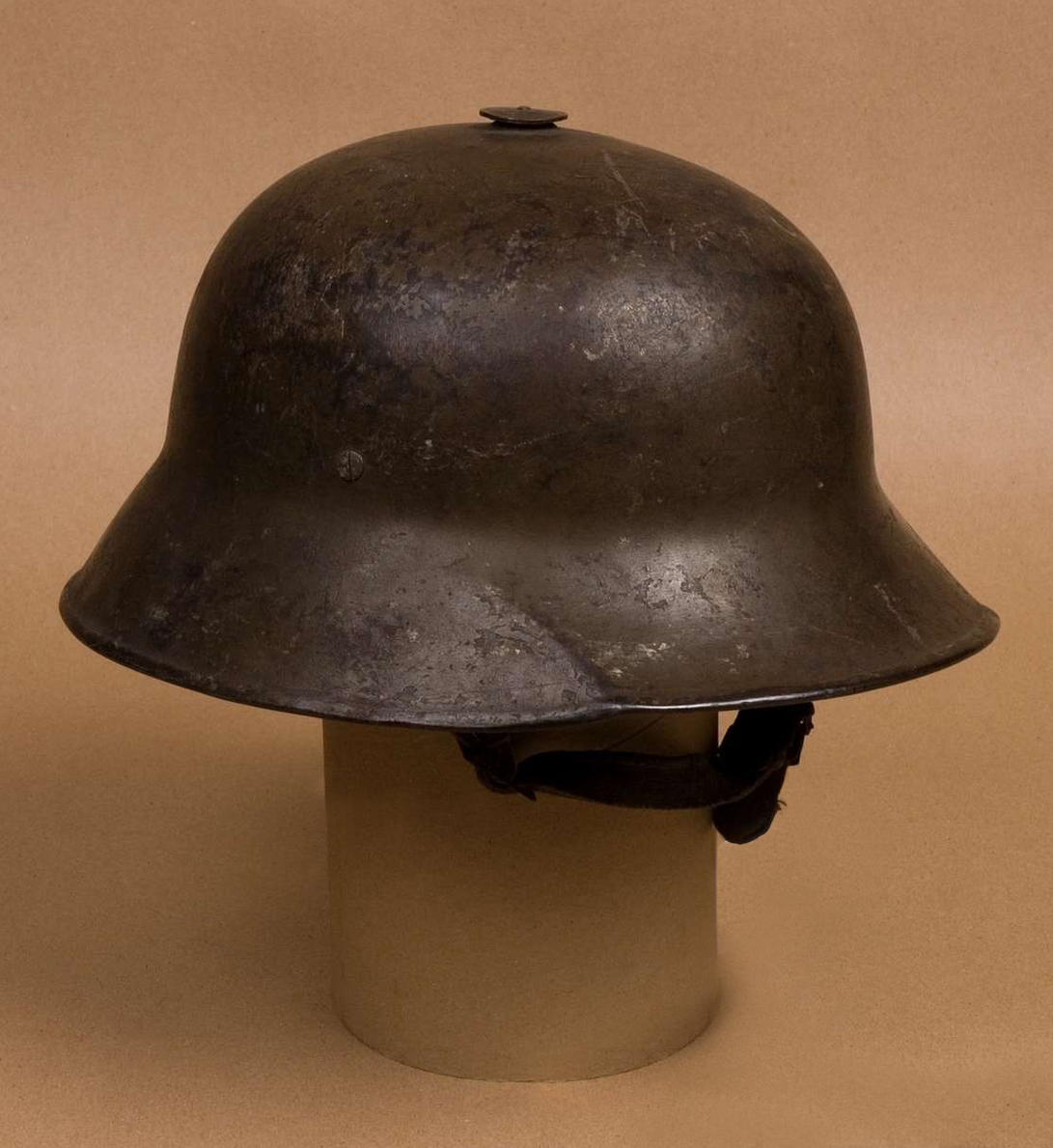
Berndorf-Helm

Im Jahr 1914, zu Beginn des Ersten Weltkrieges, hatte das Unternehmen allein am Standort Berndorf bereits 6.000 Mitarbeiter. Während des Krieges wurde es, wie alle anderen ähnlichen Betriebe auch, zum Rüstungsbetrieb umgestellt. Bei Berndorfer wurde auch der erste österreichische Stahlhelm erzeugt, dessen Muster jedoch die Armeeführung nicht zufriedenstellte, sodass bei der k.u.k. Armee der Stahlhelm „nach deutschem Muster“ eingeführt wurde. 1916 konnte dann mit dem Berndorf-Helm ein eigenständiger Helmentwurf präsentiert werden, der von der Armee genutzt wurde.
1918 kaufte und integrierte Krupp den ehemaligen Hofsilberarbeiter und Kammerlieferanten Klinkosch.
Auf den Krieg folgte durch das Wegbrechen der Kronländer als Kunden ein großer wirtschaftlicher Einbruch. Dennoch erhielt das Unternehmen neue Aufträge, etwa durch den gestiegenen Bedarf vieler Gemeinden an Kirchenglocken: Nachdem im Krieg viele Glocken beschlagnahmt und für Kriegszwecke eingeschmolzen worden waren, mussten diese nun ersetzt werden. Etliche Ortschroniken, wie etwa jene von Gaaden oder Windischgarsten, berichten, dass fehlende Glocken bei Krupp neu gegossen und ersetzt wurden. Arthur Krupp wandelte in der Zwischenkriegszeit das Unternehmen in die Arthur Krupp AG um und zog sich selbst immer mehr aus dem Unternehmen zurück.
Nach dem Anschluss im Jahr 1938 wurde die Firma Arthur Krupp dem deutschen Kruppkonzern eingegliedert, und so wurde auch im Dritten Reich die – im Volksmund so genannte – Berndorfer neuerlich ein kriegswichtiger Betrieb.
Nach Ende des Zweiten Weltkrieges wurde die Fabrik durch die Rote Armee übernommen und den USIA-Betrieben eingegliedert. 1946 wurde die Berndorfer Metallwarenfabrik Arthur Krupp AG von der Republik Österreich verstaatlicht. 1957 erfolgte die Verschmelzung der beiden ebenfalls verstaatlichten Unternehmen Aluminiumwerke Ranshofen GesmbH und der Österreichische Metallwerke AG mit der Berndorfer Metallwarenfabrik Arthur Krupp AG als aufnehmender Gesellschaft, deren Firmierung im Zusammenhang mit dieser Fusion auf Vereinigte Metallwerke Ranshofen-Berndorf AG geändert wurde (Zur Fortsetzung der Unternehmensgeschichte nach 1957 siehe dort). 1958 erfolgte auch die Sitzverlegung von Berndorf nach Ranshofen.
1984 wurden die Finalbetriebe in Berndorf wieder verselbständigt und in die Berndorf Metallwaren GesmbH ausgegliedert. Diese Gesellschaft wurde in die Berndorf Metallwaren Aktiengesellschaft umgewandelt und 1988 zu 100 % in Form eines Management-Buy-out privatisiert. 1989 änderte diese den Firmennamen in Berndorf AG (Zur Fortsetzung der Unternehmensgeschichte nach 1988 siehe dort).
Das ehemalige Fabriksgelände bildet heute einen Industrie- und Gewerbepark, der wie ein Teil der ausgegliederten Betriebe von der Berndorf AG verwaltet wird. Die Marke Berndorf Besteck mit dem Bären als Symbol für das Essbesteck wird nach wie vor geführt. Der Unternehmenszweig, der die Besteckerzeugung umfasst, wurde im Jahr 2000 an die französische Firma Guy Degrenne verkauft, 2007 wurde dieser Teilbereich allerdings wieder zurückgekauft.